# Nolan Hemmings
Nolan Hemmings, född 1970, är en brittisk skådespelare. Han är son till skådespelarna David Hemmings och Gayle Hunnicutt.
Nolan Hemmings är faderns andra barn och är döpt efter hans karaktär Captain Nolan i De tappra 600. Han är nog mest känd för sin skildring av Sgt. Charles "Chuck" Grant i miniserien Band of Brothers. Hemmings är gift med Nikki Grosse sedan 13 maj 2003 och har två barn med henne.

## Filmografi
- 1986 – David Copperfield (tre avsnitt)
- 1987 – Napoleon och Joséphine (två avsnitt)
- 1989 – The Mahabharata (tre avsnitt)
- 1990 – Pump Up the Volume
- 1991 – MacGyver (ett avsnitt)
- 1993 – Sharpe's Eagle (TV-film)
- 2001 – Sista beställningen
- 2001 – Band of Brothers (åtta avsnitt)
- 2002 – Jealousy (kortfilm)
- 2003 – The Petersburg-Cannes Express
- 2004 – The Aryan Couple
- 2004 – No Angels (ett avsnitt)
- 2005 – Me, Myself & Kubrick
- 2006 – In a Day
- 2006 – Svart bok
- 2006–2007 – Tillbaka till Aidensfield (två avsnitt)
- 2007 – Romantik